# 조던-클레어 그린
조던-클레어 그린(Jordan-Claire Green, 1991년 10월 31일 ~ )은 미국의 배우, 텔레비전 배우, 영화배우이다.
아소르스 제도의 테르세이라섬에서 태어났다.

## 영화
- 포가튼 필즈 (2010년) - 메건 15 역
- 와일드 어바웃 해리 (2009년)
- 크리스마스의 열 두 마리 개 (2005년)
- 스쿨 오브 락 (2003년) - 미쉘 역